# Bitrem

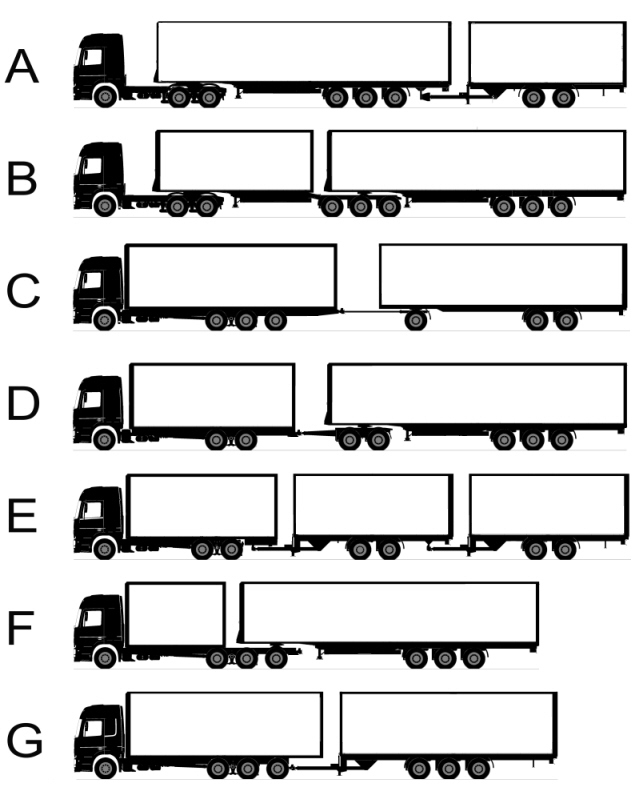
Combinações veiculares de carga. O item B ilustra um bitrem

O Bitrem é uma combinação de dois semirreboques acoplados entre si através de uma quinta-roda situada na traseira do primeiro semi-reboque, tracionados por um cavalo mecânico. Esta conjunção permite, em casos especiais, que o usuário transporte apenas um semi-reboque, neste caso, o equipamento perde a característica do Bitrem.
No Brasil o uso desta composição foi regulamentada inicialmente pela Resolução do CONTRAN 68/98, e atualmente pela Resolução 211/06, alterada pela 256/07.

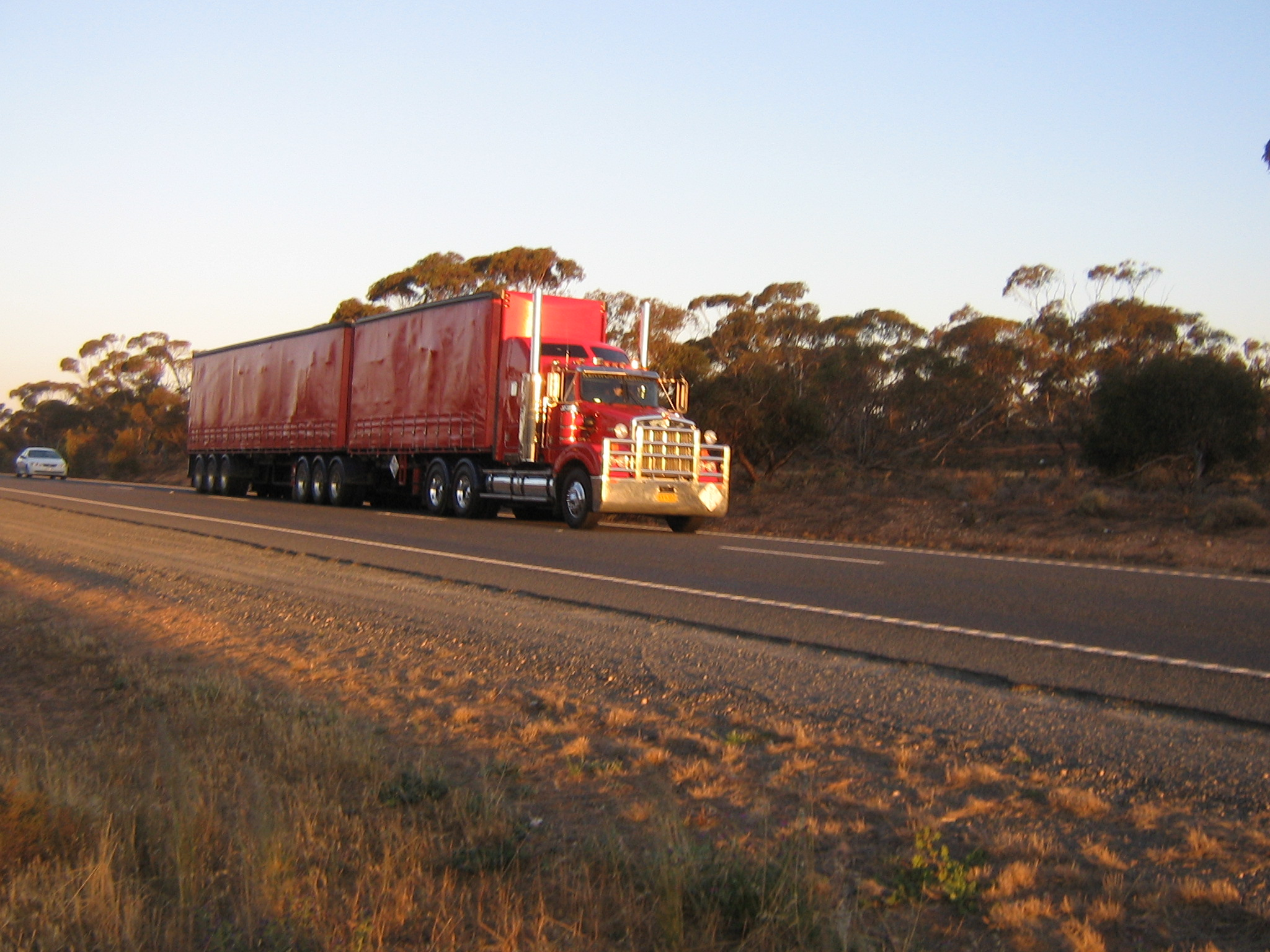
Bitrem na Austrália

Os bitrens, no Brasil, foram desenvolvidos inicialmente na versão graneleiro, passando a atuar em vários outros segmentos devido à vantagem de maior carga líquida transportada. A sua principal aplicação se dá na versão graneleira pelo perfil do transporte nacional.

## Variações
Os bitrens tradicionais são compostos por sete eixos, sendo o cavalo mecânico do tipo 6X4 e mais dois semirreboques de dois eixos cada. O limite máximo de PBTC (Peso Bruto Total Combinado) varia de acordo com a legislação de cada país. No Brasil o limite é de 57 toneladas, com a capacidade de carga útil de 38 a 40 toneladas, dependendo do peso do veículo. O comprimento é limitado entre 17,50 e 19,80 metros, para circulação sem Autorização Especial de Trânsito (AET).
Os bitrens de nove eixos, são obrigatoriamente tracionados por uma unidade tratora do tipo 6X4, e possuem até três eixos em cada semi-reboque. No Brasil o PBTC máximo é de 74 toneladas e o comprimento de 25 e 30 metros. Durante o período de que vigorou a Resolução 68/98, não havia regulamentação para bitrens de nove eixos, por esta razão apenas 89 unidades haviam sido licenciadas. A entrada em vigor da Resolução 211 trouxe a regulamentação desta configuração. A capacidade de carga dos bitrens de nove eixos é igual aos rodotrens de nove eixos, porém são mais estáveis, especialmente em vias mal pavimentadas. (Nesta configuração de 9 eixos é necessário portar a AET).